# Koulukatu (Tampere)
Koulukatu (français : rue de l'école), est une rue du quartier de Kaakinmaa au centre-ville de Tampere en Finlande.

## Situation
Koulukatu est une rue orientée nord-sud.
Construit dans les années 1890, c'est un boulevard bordé d'arbres feuillus.
Koulukatu commence au parc de l'église de Pyynikki et mène au parc Eteläpuisto, près du lac Pyhäjärvi. 
Ses rues transversales sont Hallituskatu, Ristikatu, Satamakatu, Tiiliruukinkatu, Pyhäjärvenkatu, Kurilankatu et Eteläpuisto,,,.
Koulukatu présente plusieurs sites importants en termes d'architecture et d'histoire de la ville, tels que des bâtiments scolaires et éducatifs conçus par des architectes renommés.
Il y a aussi le terrain de Koulukatu, où la première patinoire artificielle de Finlande a été ouverte en 1956,.
Dans le plan provincial de Pirkanmaa (2040), la rue Koulukatu est classée comme un environnement culturel bâti d'importance régionale.

## Bâtiments
| N.  | Bâtiment                          | Année     | Architecte            | Réf.   |
| 1   | Lycée réel                        | 1890      | Johan Jacob Ahrenberg | ,      |
| 2–4 | Lycée mixte                       | 1901      | Ernst Albin Kranck    | ,      |
| 8   | Crèche                            | 1904      | Heikki Tiitola        | [ 12 ] |
| 9   | Trikoo                            | 1906      |                       | ,      |
| 11  | Zone de la brasserie de Pyynikki  | 1897–1963 |                       | ,      |
| 14  | École suédoise                    | 1901–1902 | August Krook          | [ 12 ] |
| 16  | Immeuble résidentiel              | 1906      |                       | ,      |
| 18  | École d'économie                  | 1905      | Wivi Lönn             | [ 20 ] |
| 19  | Zone hospitalière d'épidémiologie | 1892–1953 |                       | [ 21 ] |
| 21  | De Gamlas Hem                     | 1905      | Birger Federley       | ,      |

## Galerie

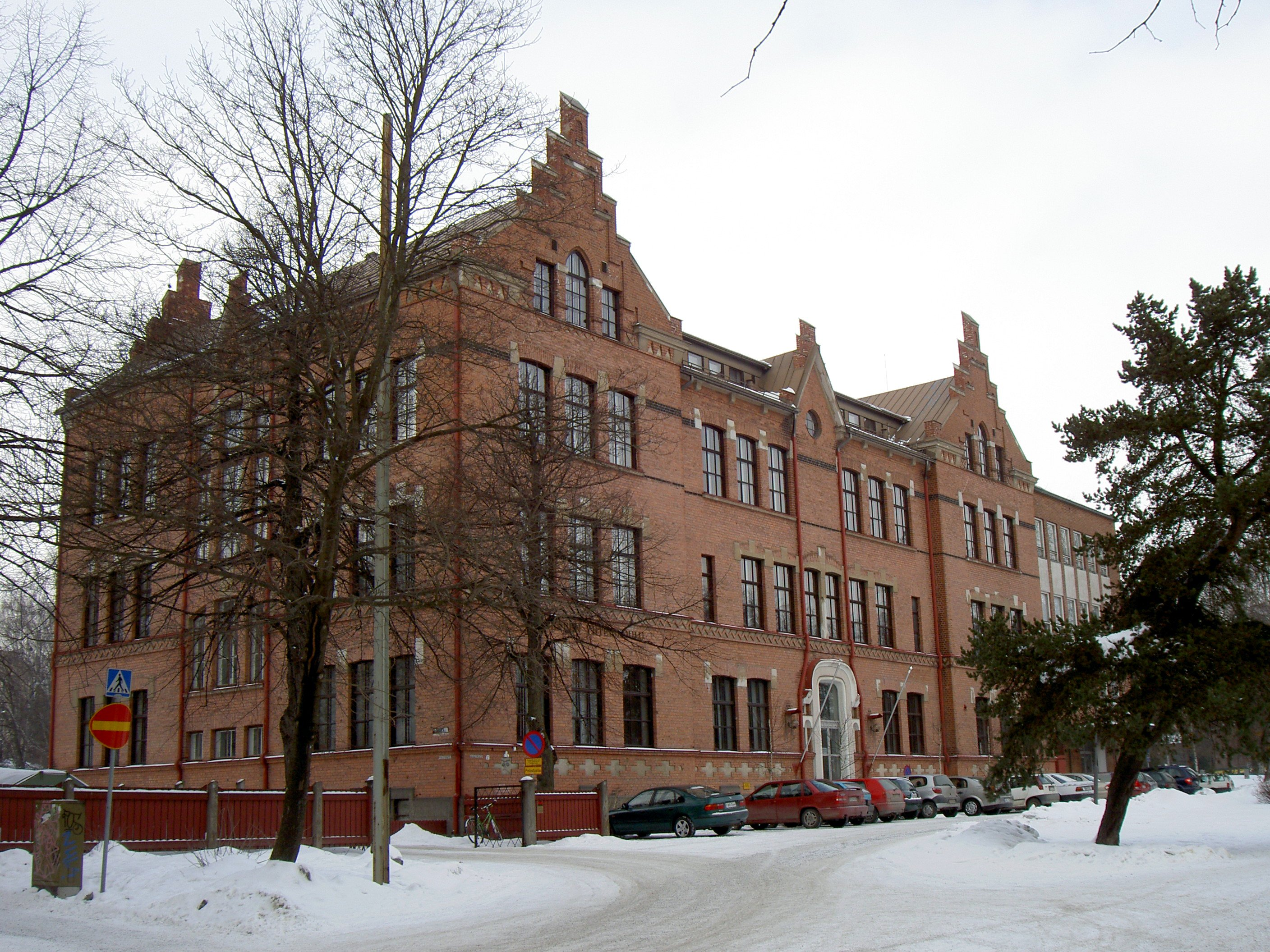
Lycée mixte.
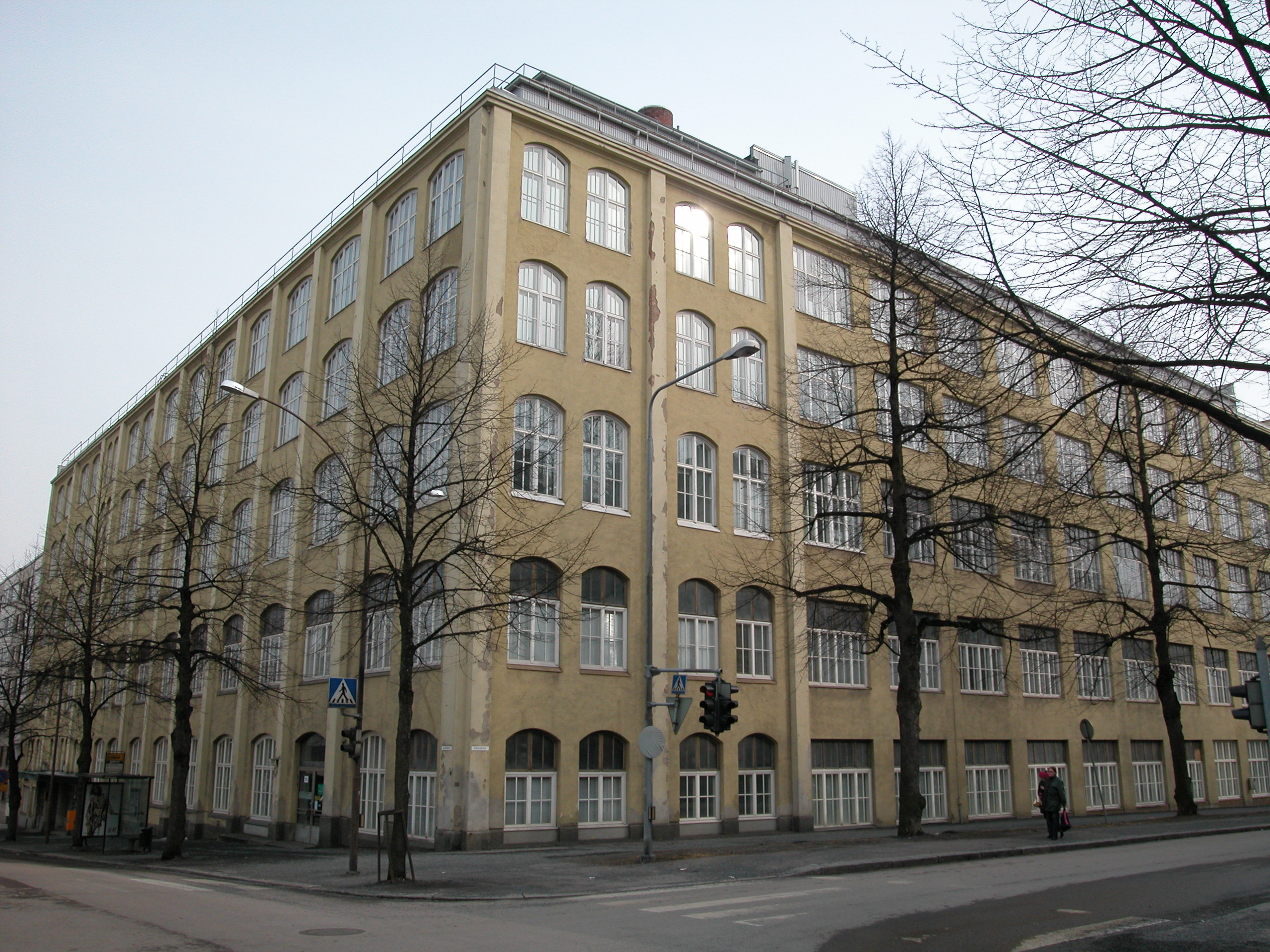
Trikoo de Satamakatu.
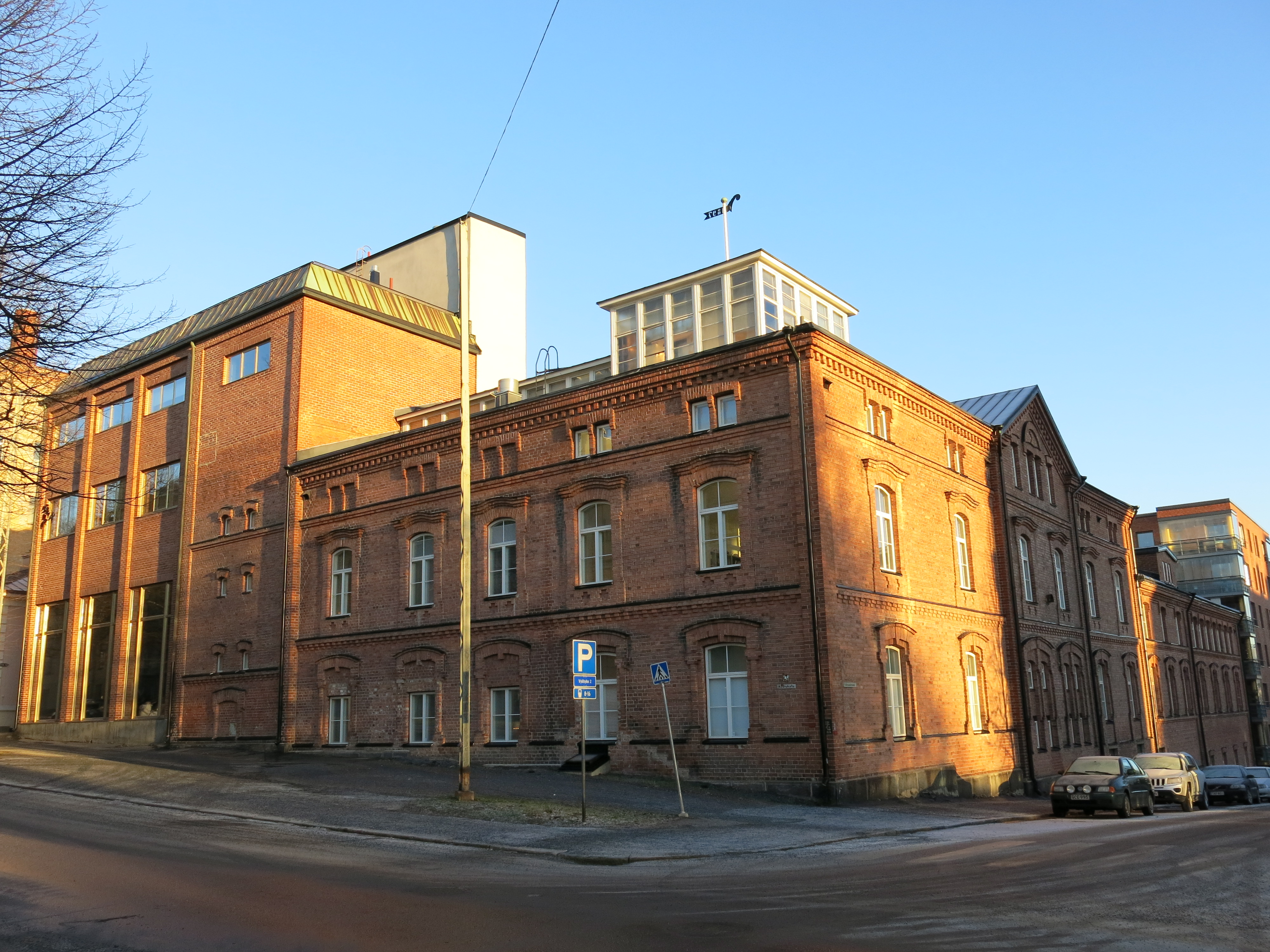
Brasserie de Pyynikki.
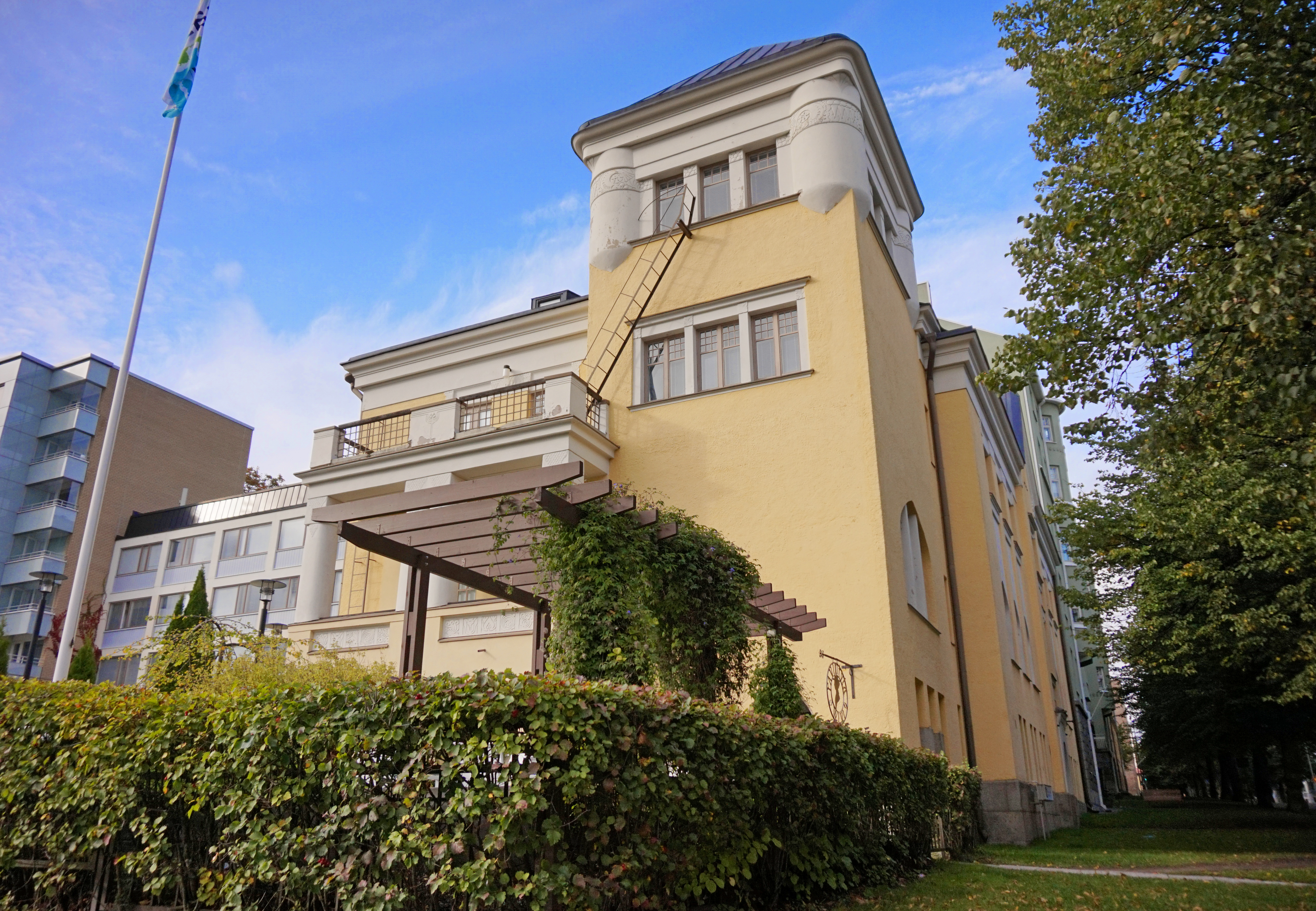
Ecole d'économie.
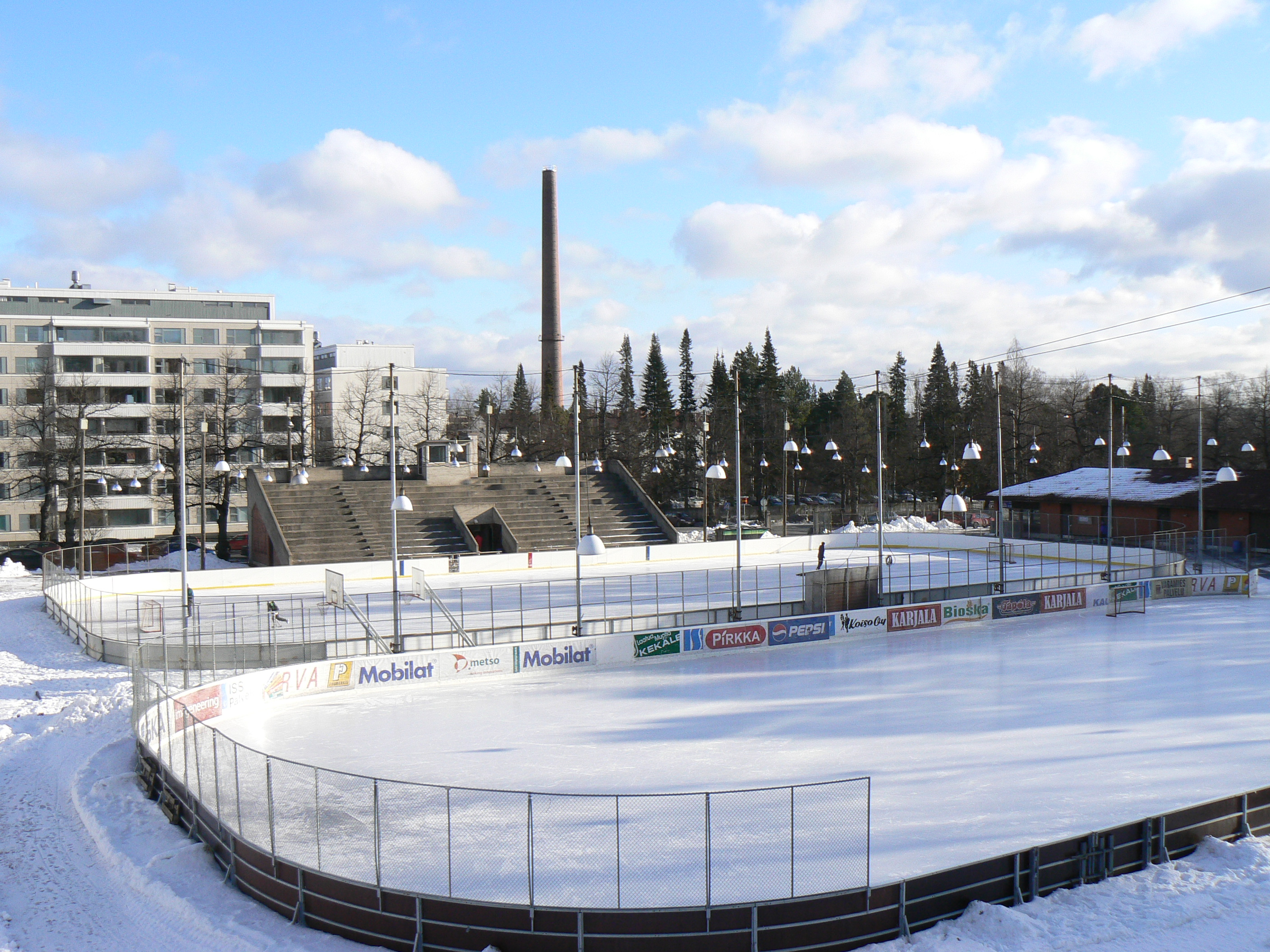
Terrain de Koulukatu.